# 알발로포사우루스

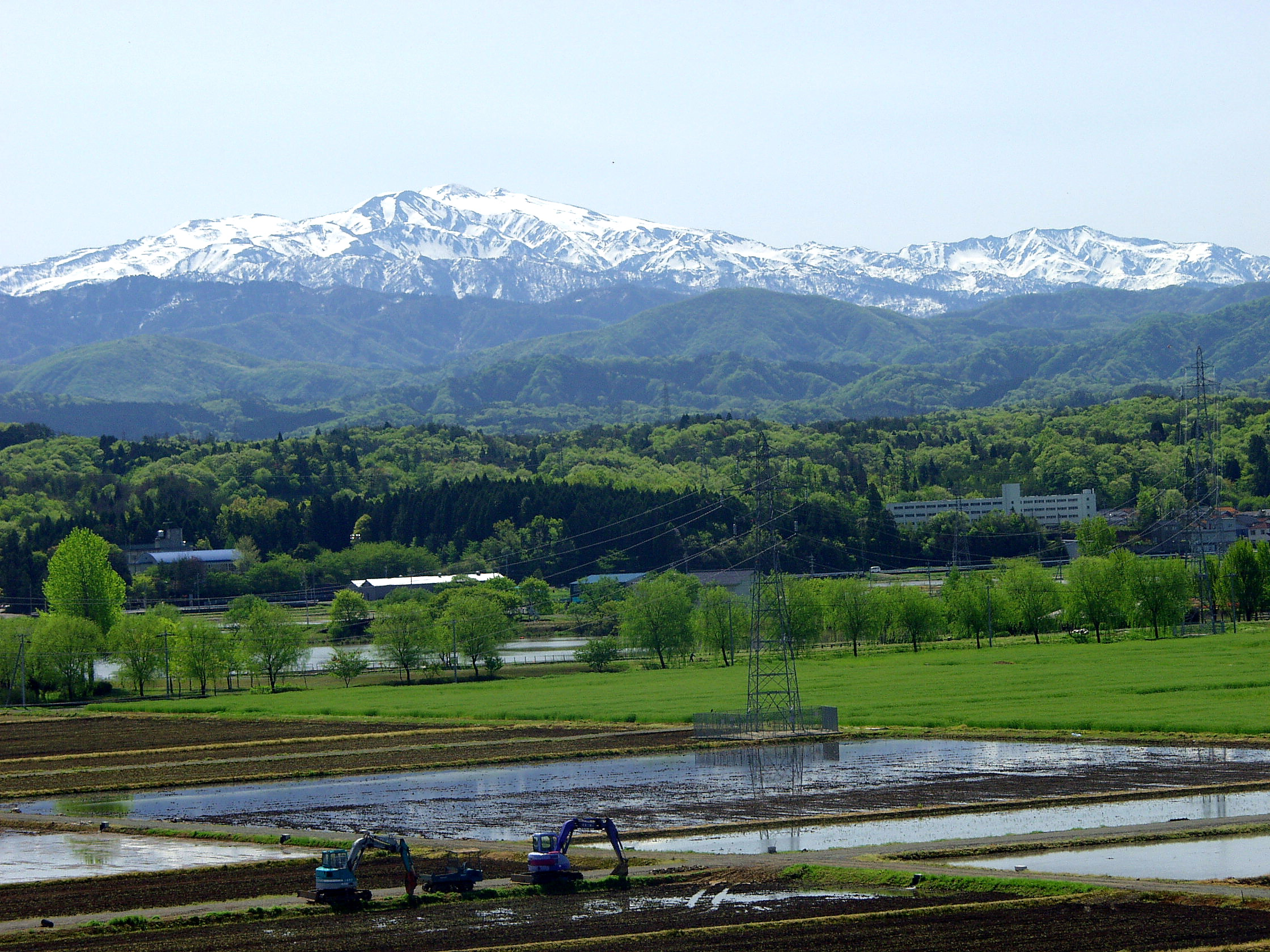
알발로포사우루스 이름의 기원이 된 하쿠 산의 전경.

알발로포사우루스('흰 볏 도마뱀'이라는 뜻)는 백악기 전기 일본에 살았던 조반류에 속하는 각룡류 공룡이다. 1997년에 요시노리 코바야시가 일본 중부의 이시카와현에 있는 하쿠 산의 쿠와지마 층에서 발견한 것으로 2009년에 보고되었다. 완모식표본인 SBEI 176 은 한 개체였던 것으로 보이는 불완전한 두개골 일부와 왼쪽 아래턱으로 구성되어 있다. 모식종은 A. yamaguchiorum이다. 속명은 "희다"는 의미의 라틴어 알부스 (albus) 와 "볏"이라는 의미의 그리스어 로포스 (λόϕος lophos)에서 온 것으로 눈으로 덮여 있는 하쿠 산의 정상을 가리키는 것이다. 종명은 이곳에서 많은 화석을 발견하고 처리한 이치오 야마구치와 미키코 야마구치를 기리는 것이다.
표준화석을 포함하고 있는 해성층이 없어서 알발로포사우루스의 화석이 발견된 지층의 정확한 연대는 알려지지 않았다. 하지만 쿠와지마 층은 백악기 전기에 형성된 것으로 알려져 있으며 위아래 지층의 연대를 바탕으로 추정해 보자면 베리아절 이후, 바렘절 이전에 형성된 것 같다. 더 최근의 연구에 의하면 쿠와지마 층의 연대는 발랑쟁절에서 오트리브절 사이인 것으로 보이는데 정확한 연대는 여전히 불확실하다.

## 계통발생
알발로포사우루스는 보고되면서 수행된 계통발생학적 분석에서 원시적인 각룡류로 분류되긴 했으나 완모식표본에서는 각룡류의 파생공유형질 중 애매한 특징 하나만을 볼 수 있고, 각룡류를 정의하는 분명한 파생공유형질들 중 어느 것도 찾아볼 수 없다. 다른 특징들, 예를 들면 이빨의 형태를 보면 조각류와 관계가 있을 수도 있다. 따라서 원 논문에서 속을 보고한 저자들은 알발로포사우루스를 각각류에 포함되는 분류불명(incertae sedis)의 속으로 보고 각룡류로 간주하지는 않았다. 한과 동료들은 2012년에 알발로포사우루스가 미크로파키케팔로사우루스, 인롱, 스테노펠릭스, 그리고 차오양사우루스보다는 분화된 각룡류이지만 프시타코사우루스 및 더 분화된 다른 각룡류들보다는 원시적이라고 보았다.